# حليم أباد (بدرانلو)
حلیم أباد (بالفارسية: حلیم‌آباد) هي قرية تقع في إيران في قسم بدرانلو الريفي. يقدر عدد سكانها بـ 882 نسمة .